# Meurtre au galop
Pour plus de détails, voir Fiche technique et Distribution.
Meurtre au galop (titre original : Murder at the Gallop) est un film britannique en noir et blanc, réalisé en 1963 par George Pollock. Le film est librement adapté du roman Les Indiscrétions d'Hercule Poirot (After the funeral) d'Agatha Christie, mettant en scène le personnage de Miss Marple à la différence du roman.
Margaret Rutherford reprend le rôle de Miss Marple pour la deuxième fois après Le Train de 16 h 50 (1962).

## Synopsis
Alors que Miss Marple fait une collecte caritative dans son village, elle se rend chez M. Enderby et assiste à sa mort, apparemment d'une crise cardiaque. Contrairement à la police, elle pense qu'il s'agit d'un meurtre et décide de mener son enquête. A l'ouverture du testament, la sœur du mort, Cora Enderby déclare que son frère a été assassiné. Plus tard, Miss Marple rend visite à Cora et la découvre morte à son tour. Les autres héritiers, accompagnés de Miss Milchrest, la dame de compagnie de Cora Enderby, vont tous séjourner dans le club d'équitation de Hector Enderby. Miss Marple les y rejoint pour poursuivre son enquête. Au milieu des dangers, elle devine peu à peu qui est l'assassin et son mobile. Profitant du bal annuel du club, elle organise un subterfuge qui lui permettra de démasquer le criminel et de le livrer à l'inspecteur Craddock.

## Fiche technique
- Titre : Meurtre au galop
- Titre original : Murder at the Gallop
- Réalisation : George Pollock
- Scénario : James P. Cavanagh, d'après le roman Les Indiscrétions d'Hercule Poirot (After the funeral) d'Agatha Christie
- Direction artistique : Frank White
- Décors : John Barry
- Costumes : Maude Churchill et Masada Wilmot
- Photographie : Arthur Ibbetson
- Montage : Bert Rule
- Musique : Ron Goodwin
- Production : George H. Brown et Lawrence P. Bachmann (non crédité)
- Sociétés de production : MGM British Studios et George H. Brown Productions (non crédité)
- Société de distribution : Metro-Goldwyn-Mayer
- Pays de production : Royaume-Uni
- Langue : anglais
- Format : Noir et blanc — 35 mm — 1,66:1 — Son : Mono (Westrex Recording System)
- Genre : Comédie policière
- Durée : 81 minutes
- Dates de sortie :
  - États-Unis : 24 juin 1963 New York
  - France : 1er janvier 1964

## Distribution
- Margaret Rutherford (VF : Marie Francey) : Miss Jane Marple
- Stringer Davis (VF : Teddy Billis) : Jim Stringer
- Robert Morley (VF : Jean Marchat) : Hector Enderby
- Flora Robson (VF : Lita Recio) : Miss Milchrest
- Charles 'Bud' Tingwell (VF : Michel Gudin) : Inspecteur Craddock
- Gordon Harris : Sergent Bacon
- Robert Urquhart (VF : Jean-Louis Jemma) : George Crossfield
- Katya Douglas : Rosamund Shane
- James Villiers : Michael Shane
- Noel Howlett : M. Trundell
- Finlay Currie : Old Enderby
- Duncan Lamont : John Hillman
- Kevin Stoney : Docteur Markwell

## Distinctions
- Prix Edgar-Allan-Poe 1964 : Nommé au Meilleur film étranger

## Autour du film
- Le roman original Les Indiscrétions d'Hercule Poirot met en scène le détective Hercule Poirot mais les producteurs décident de le remplacer par Miss Marple jouée par Margaret Rutherford. Pour Agatha Christie, ce changement est inacceptable, la Metro-Goldwyn-Mayer a dépassé le cadre de l'adaptation[1].
- En plus de Miss Marple (Margaret Rutherford), on retrouve les personnages de Jim Stringer (Stringer Davis), l'Inspecteur Craddock (Charles 'Bud' Tingwell) et le Sergent Bacon (Gordon Harris).
- Après Le Train de 16 h 50 (1962), Margaret Rutherford reprend le rôle de Miss Marple pour la deuxième fois. Elle incarnera la vieille détective dans deux autres films : Passage à tabac (1964) et Lady détective entre en scène (1964).